# 北部省 (卢旺达)
北部省為卢旺达的五省份之一，首府為比温巴。该省与民主刚果、乌干达接壤。該省成立于2006年1月上旬。该省的官方语言是英语、法语和卢旺达语。
1. ↑  Citypopulation.de Population of Northern Province